# Serapista serrata
Serapista serrata är en biart som först beskrevs av Heinrich Friese 1922.  Serapista serrata ingår i släktet Serapista och familjen buksamlarbin. Inga underarter finns listade i Catalogue of Life.